# Zelotes helvolus
Zelotes helvolus är en spindelart som först beskrevs av O. Pickard-Cambridge 1872.  Zelotes helvolus ingår i släktet Zelotes och familjen plattbuksspindlar.
Artens utbredningsområde är Israel. Inga underarter finns listade i Catalogue of Life.